# Stjepan Vrabčević
Stjepan Vrabčević (Ivanec, 3. siječnja 1808. – Zagreb, 9. ožujka 1880.) bio je zagrebački gradonačelnik i odvjetnik.
Pohađao je Klasičnu gimnaziju u Zagrebu koju je završio 1826. godine.
Završio je studij u Zagrebu 1830. godine. Odvjetnički ispit položio je 1832. godine, bio je i bilježnik kaptolske opčine i član ravnateljstva Prve hrvatske štedionice. Od 1872. godine bio je predsjednik pravoslavne crkvene općine u Zagrebu. Nakon smrti znatan dio imetka ostavio je u dobrotvorne svrhe.
Nakon smrti Pavla Hatza, postao je gradonačelnik Zagreba 1873. godine. Bio je vrlo kratko gradonačelnik jer je u listopadu iste godine ban Ivan Mažuranić za gradonačelnika imenovao Ivana Vončinu.